# Europejska Agencja ds. Bezpieczeństwa na Morzu
Europejska Agencja do spraw Bezpieczeństwa na Morzu (ang. European Maritime Safety Agency, EMSA) – powstała po katastrofie tankowca Erika. Agencja ma na celu zwiększenie bezpieczeństwa na morzu, zmniejszenie ilości katastrof morskich oraz zanieczyszczeń środowiska pochodzących od statków. Cele te realizowane są poprzez fachową pomoc Komisji Europejskiej w zakresie wymagań technicznych stawianych statkom.

## Instytucje klasyfikacyjne
W ramach swojej działalności Agencja uznała następujące instytucje klasyfikacyjne:
- American Bureau of Shipping,
- Bureau Veritas,
- China Classification Society,
- Det Norske Veritas,
- Germanischer Lloyd,
- Hellenic Register of Shipping (uznanie dla Grecji i Cypru),
- Korean Register of Shipping,
- Lloyd’s Register of Shipping,
- Nippon Kaiji Kyokai,
- Polish Register of Shipping,
- Registro Internacional Naval (tylko dla Portugalii),
- Registro Italiano Navale,
- Russian Maritime Register of Shipping.